# Wonderful Town (film, 2007)
Pour plus de détails, voir Fiche technique et Distribution.
Wonderful Town (thaï : วันเดอร์ฟูลทาวน์ ou เมืองเหงาซ่อนรัก) est un film thaïlandais réalisé par Aditya Assarat et sorti en 2007. Il se déroule après le tsunami consécutif au séisme de 2004 dans l'Océan indien. Il a déclenché l'enthousiasme des festivals internationaux et a été proclamé meilleur film de l'année en Thaïlande.

## Synopsis
À Takua Pa, une petite commune du sud de la Thaïlande : Ton, un architecte envoyé par Bangkok pour participer à la reconstruction d'un complexe balnéaire dévasté par le tsunami, fait la connaissance de Na, une jeune femme qui dirige le petit hôtel où il séjourne. Ils apprennent à se connaître et finissent par s'aimer tendrement. Mais, Wit, frère de Na et chef d'un gang, est plutôt méfiant... Un jour, il surprend une conversation téléphonique entre Ton et son ancienne maîtresse. Furieux[Interprétation personnelle ?], Wit assassine Ton.

## Fiche technique
- Titre du film : Wonderful Town
- Titre original : วันเดอร์ฟูลทาวน์ ou เมืองเหงาซ่อนรัก
- Réalisation et scénario : Aditya Assarat (อาทิตย์ อัสสรัตน์)
- Assistant réalisateur :  Monaiya Tarasak[4]
- Photographie : Umpornpool Yugala - Couleurs
- Musique : Koichi Shimizu, Zai Kunung
- Décorateur :  Karanyapas Khamsin
- Costumier :  Thanon Songsil
- Son : Akritchalerm Kalayanamitr[5]
- Son : Dolby Stéréo
- Montage : Lee Chatametikool[6]
- Lieux de tournage : Takua Pa, Khao Lak, Phang Nga
- Société de production : Pop Pictures[7] (Bangkok)
- Production : Soros Sukhum (โสฬส สุขุม), Jetnipith Teerakulchanyut (เจตนิพิฐ ธีระกุลชาญยุทธ)
- Distributeur d'origine : Memento Films Distribution
- Pays d'origine :  Thaïlande
- Genre : Drame, film d"auteur
- Durée : 92 minutes
- Sortie : 8 octobre 2007 au Festival international du film de Pusan (Corée du Sud)
- Sortie en France : 7 mai 2008[8]
- DVD : Editions montparnasse (France)[9]

## Distribution[10]
- Anchalee Saisoontorn (อัญชลี สายสุนทร) : Na, la jeune femme au doux sourire du petit hôtel (นา)[11]
- Supphasit Kansen (ศุภสิทธิ์ แก่นเสน) : Ton, le jeune architecte de Bangkok (ต้น)[12]
- Dul Yaambunying  (ดล แย้มบุญยิ่ง): Wit, frère de Na (วิทย์)[13]
- Prateep Hanudomlap (ประทีป หานอุดมลาภ) : Ah Jeck
- Sorawit Poolsawat (สรวิทย์ พูลสวัสดิ์) : Ah Tee
- Aroon Aulsakul (อรุณ อู่สกุล) : Ah Ma[14]
- Sae-aong Chatchai (ชาติชัย แซ่อ่อง)
- Sae-bae Panumas (ภานุมาศ แซ่แบ้)
- Piyanut Pakdeechat (ปิยะนัฐ ภักดีชาติ)
- Sae-aong Noppong (นพพงษ์ แซ่อ่อง)

## Récompenses
- New Currants Award au Festival international du film de Pusan 2007
- Prix du jury au Festival du film asiatique de Deauville 2008
- Prix FIPRESCI au Festival international du film de Hong Kong 2008
- Tigre au Festival international du film de Rotterdam 2008[15],[16]
- Prix du jury au Festival international du film de Las Palmas 2008
- Prix du jury au Festival international du film de San Francisco 2008

## Production

### Genèse et développement
Wonderful Town est le premier film de fiction d'Aditya Assarat. Il se déroule dans la province de Phang Nga, à Takua Pa, sur la côte de la mer d'Andaman, au sud de la Thaïlande. Dans cette région, le tsunami a fait 8 000 victimes en 2004 et, de nos jours (2019), des centaines de corps sont encore en attente d'identification. Lorsqu'Assarat se rend dans la petite ville de Takua Pa, il constate avec étonnement que les paysages environnants paraissent calmes et radieux. « Les routes sont dégagées, les maisons reconstruites. Et les cocotiers ondulent dans la brise. ».  Il se dit : "Quel endroit intéressant pour que se crée une histoire d’amour entre deux étrangers. La ville a quelque chose de triste en elle". Et il pense que le contraste entre l'atmosphère de tristesse, de vieillissement et de calme de Takua Pa et la vitalité d’une histoire d’amour serait intéressant. C’est cela l’idée principale. Il n'ajoute le contexte du tsunami que plus tard.

### Distribution des rôles
Les acteurs du film sont des acteurs non professionnels : l’acteur principal Supphasit Kansen (Ton) est musicien dans un bar et l’actrice principale Anchalee Saisoontorn (Na) est guide touristique.

## Sortie

### Accueil critique
En France, le site Allociné recense une moyenne des critiques presse de 3,5/5
Toutefois, « si les plaies paraissent refermées en surface » les habitants demeurent, en revanche, psychologiquement affectés par les traces de la débâcle. « Tandis que se déroulait le processus de reconstruction, les émotions restaient figées. En un sens, le titre du film est teinté d'ironie », écrit Kim Dong-Ho. « Une sorte de contraste à lui seul [...] allie renaissance et reconstruction avec l'errance et le désespoir de ses habitants pour lesquels le désastre résonne encore aux esprits », dit Caroline Pons.
« À travers le contraste saisissant entre le décor et la tragédie d'une histoire d'amour entre une habitante et un étranger, le réalisateur dépeint la tristesse perpétuelle de Takua Pa, où l'amour et le bonheur ne peuvent plus s'épanouir comme naguère. »
Faut-il percevoir également, à l'image de « l'emprise fraternelle exagérée » de Wit sur Na, la catastrophe en tant que révélateur accentué d'aliénations coutumières ?  Et parmi celles-ci, « la discrimination féminine encore trop peu dénoncée qui s'impose pourtant aux thaïlandaises à tous les échelons de la société. »
Selon Claude Bouniq-Mercier, Wonderful Town est incontestablement « un film mélancolique à l'image de cette ville », d'où se dégage comme le dit Assarat lui-même, « une atmosphère de tristesse, de vieillissement, de calme », un film porté par une réalisation « discrète, pudique, sans catastrophisme [...]. »